# Ocrepeira branta
Ocrepeira branta là một loài nhện trong họ Araneidae.
Loài này thuộc chi Ocrepeira. Ocrepeira branta được Herbert Walter Levi miêu tả năm 1993.